# Charlotte Radcliffe
Charlotte Radcliffe (n. 3 august 1903, Garston⁠(d), Watford⁠(d), Anglia, Regatul Unit al Marii Britanii și Irlandei – d. 12 decembrie 1979, Liverpool, Anglia, Regatul Unit) a fost o înotătoare ce a reprezentat Regatul Unit al Marii Britanii și al Irlandei de Nord, medaliată olimpică. A participat la o ediție a Jocurilor Olimpice (1920) în care a câștigat două medalii de argint.